# Stefan Johansson (gångare)
Stefan Johansson, född 11 april 1967 i Fegen i Falkenbergs kommun, är en svensk friidrottare med gång som huvudgren. Under sin aktiva tid deltog Johansson i två sommar-OS och satte flera svenska rekord och ett världsrekord.

## Meriter
Stefan Johansson tävlade för Idrottsklubben Krogsereds IK (KIK), han tävlade främst i gång 20 km, men även i övriga grenar (3km, 5 km, 10 km och 50 km).
Johansson genomförde  sin första internationella tävling 1983 då han deltog i junior-EM 1983 i österrikiska Schwechat. Han slutade på 11:e plats i gång 10 km. Vid Junior-EM 1985 i tyska Cottbus slutade han på en 4.e plats i samma gren.
Under sin aktiva tid deltog han i en rad internationella tävlingar (Junior-VM, EM, VM, Inomhus-VM och IAAF World Race Walking Cup).
Johansson deltog  i sommar-OS 1988 i sydkoreanska Seoul där han slutade på 25:e plats i gång 20 km och på 20:e plats i gång 50 km. 1992 deltog Johansson i Inomhus-EM i italienska Genua där han tog bronsmedalj i gång 5000 meter. Senare samma år deltog han i Sommar-OS i spanska Barcelona där han slutade på 12:e plats i gång 20 km och på 11:e plats i gång 50 km. Samma år satte Johansson även europarekord och världsrekord med tiden 1 tim, 18,35.2 min vid tävlingar i Fana i norska Bergen den 15 maj.  i grenen. 1992 tilldelades han Svenska Gång- och Vandrarförbundets hederstecken. 1994 tävlade Johansson i Finnkampen 28 augusti i Stockholm där han tog guldmedalj i gång 10 km. Han  deltog han sin sista internationella tävling 1995 vid VM i friidrott i Göteborg där han slutade på 18:e plats i gång 20 km, Senare drog Johansson sig tillbaka från tävlingslivet.